# Volvo PV544
Der Volvo PV 544 ist ein Personenkraftwagen des schwedischen Automobilherstellers Volvo und wurde ab 1958 als Nachfolger des ersten „Buckelvolvos“ PV 444 produziert.

## Technik
Von PV 444 wurden die selbsttragende Karosserie und der Vierzylindermotor mit hängenden Ventilen, drei Kurbelwellenlagern und 60 PS (44 kW) bis 80 PS (59 kW) übernommen. Auch das Drei- oder Vierganggetriebe und das Fahrwerk mit einzeln an doppelten, ungleich langen Querlenkern aufgehängten Vorderrädern, einer angetriebenen starren Hinterachse an vier Längslenkern und Panhardstab und Schraubenfedern und Teleskopstoßdämpfern an allen Rädern blieb im Wesentlichen gleich. Volvo war der erste Hersteller, der seine Fahrzeuge – den PV 544 und den 1956 präsentierten P 121 „Amazon“ – ab 1959 serienmäßig mit Dreipunkt-Sicherheitsgurten an den Vordersitzen ausstattete.
Viele glaubten, dass die Produktion des PV 444 beendet würde, nachdem 1956 der technisch ähnliche, aber moderner gestaltete Volvo Amazon präsentiert wurde. Der PV 444 wurde jedoch überarbeitet; bekam unter anderem eine ungeteilte Frontscheibe und ein neues Armaturenbrett mit Bandtacho und Polsterung („Sicherheits-Auflage“) wie der Amazon. Mit mehr Platz auf der Rückbank für nun drei Erwachsene wurde das so verbesserte Modell ab 1958 als PV 544 weiter angeboten.
Im Jahr 1961 bekam der PV 544 zusammen mit dem P 121 Amazon eine 12-Volt-Anlage. 1962 wurde der seit Ende der 1940er-Jahre mit Phosphat-Tauchgrundierung ohnehin schon gute Rostschutz nochmals verbessert. Der Erfolg des Wagens hielt an, und er war mehrere Jahre der meistverkaufte Personenwagen in Schweden.
Die Produktion der Limousine endete nach 243.995 gebauten Wagen 1965. Der letzte, der 440.000ste PV 544, ein schwarz lackiertes Modell „Sport“ mit 95 PS (70 kW), wurde am 20. Oktober 1965 um 15:00 Uhr vom Band gefahren. Er steht im Volvo-Museum in Göteborg, nahe der Fabrik in Torslanda.
Vom PV 544 war der Kombi PV 210 „Duett“ abgeleitet, von dem 59.544 Exemplaren hergestellt wurden. 1960 wurde er vorgestellt und bis 1969 gebaut.
Im Gegensatz zu Angaben in schwedischen Quellen wurden die Exportversionen des PV 544 (11244) seit 1958 stets auch mit schwarzer Außenlackierung geliefert. Einige Exemplare wurden bei DiVolvo in Chile gefertigt.

## Modellhistorie
Im Laufe seiner Produktionszeit flossen in den Volvo PV544 zahlreiche Verbesserungen ein, die jedoch zum großen Teil von außen nicht erkennbar sind. Um die einzelnen Baujahre äußerlich unterscheiden zu können, muss man daher sehr genau auf Details achten:
- ab August 1961 sind die vorderen Blinker weiter unten und weiter außen am Kotflügel montiert (um von 45°-seitlich-hinten gesehen werden zu können), der Tacho reicht bis 180 km/h und „544“-Embleme sind auch seitlich an der Motorhaube angebracht.
- ab August 1962 – Radkappen mit V-im-Kreis-Markenlogo, hochgeprägt statt eines „VOLVO“-Schriftzugs.

## Technische Daten
- Modell: PV 544 Modell E
- Zylinder: 4
- Hubraum: 1780 cm³
- Leistung: 50 kW bei 4500/min
- Drehmoment: 135 Nm bei 2600/min
- Schaltung: 4-Gang-Getriebe (synchr.)
- L × B × H: 4450 × 1590 × 1590 mm
- Höchstgeschwindigkeit: ca. 145 km/h
- Beschleunigung 0–100 km/h in 15 s

Eigengewicht: 1080 kg

## Bildergalerie

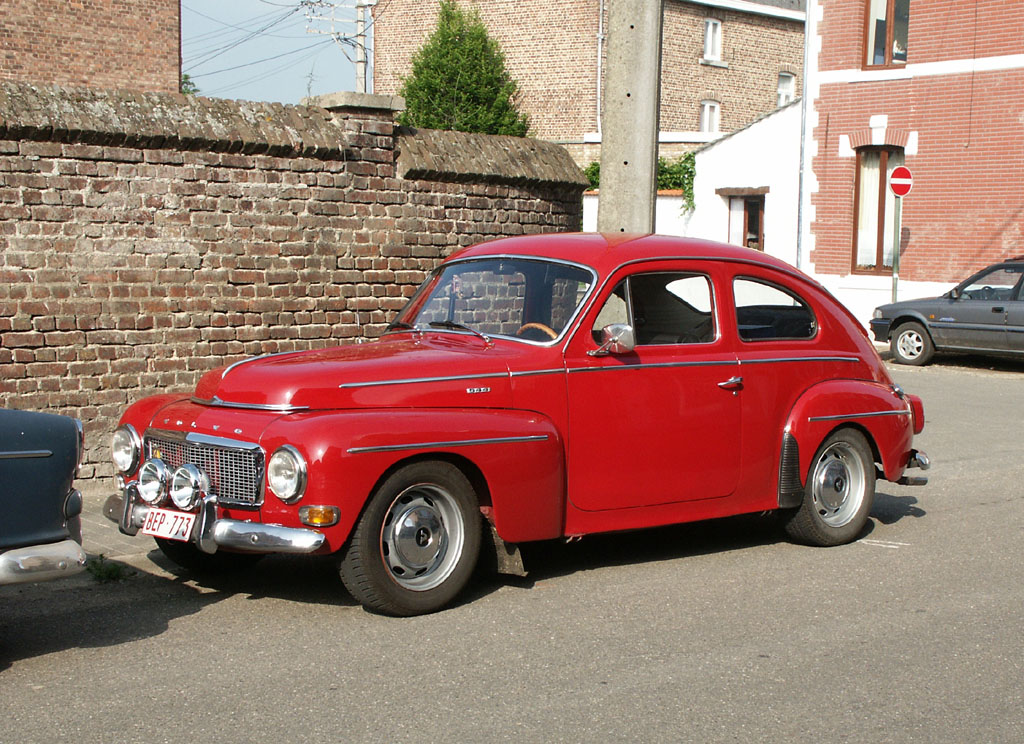
Volvo PV 544
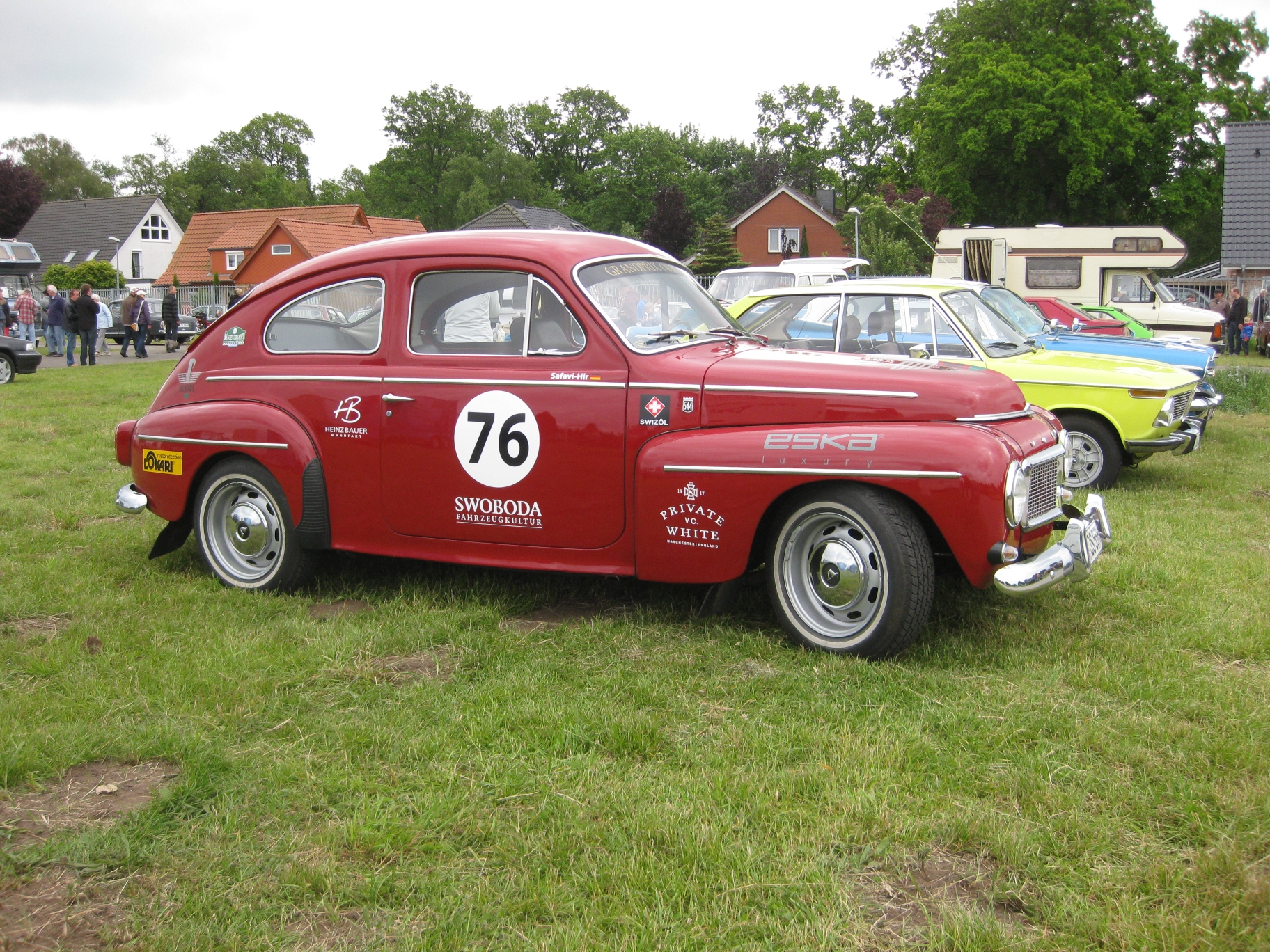
… im Race-Design
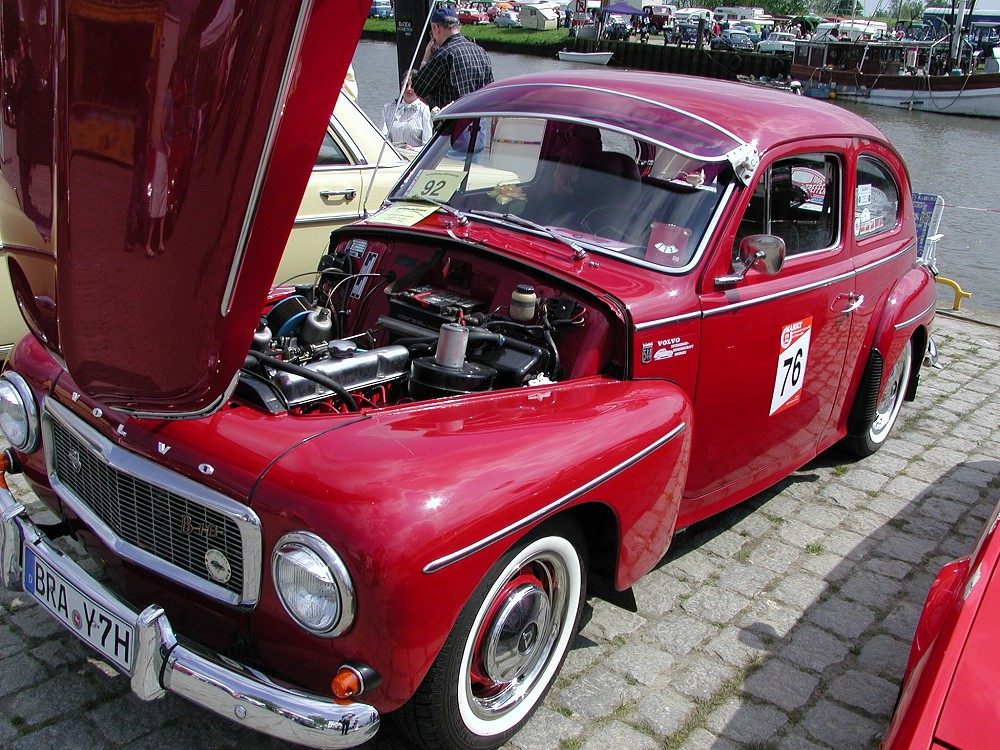
Volvo PV 544 CGI Sport, 1965
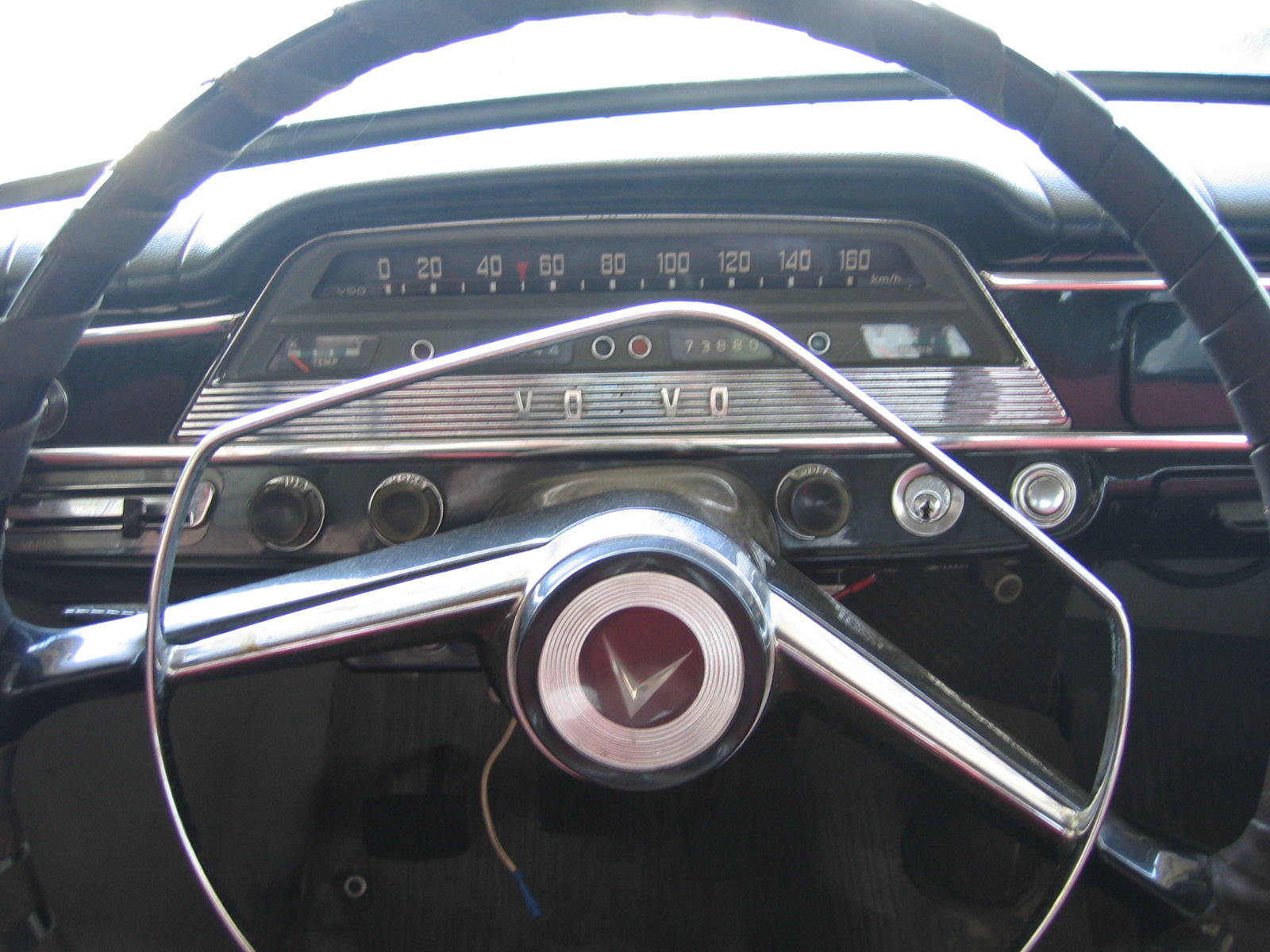
Armaturenbrett PV 544
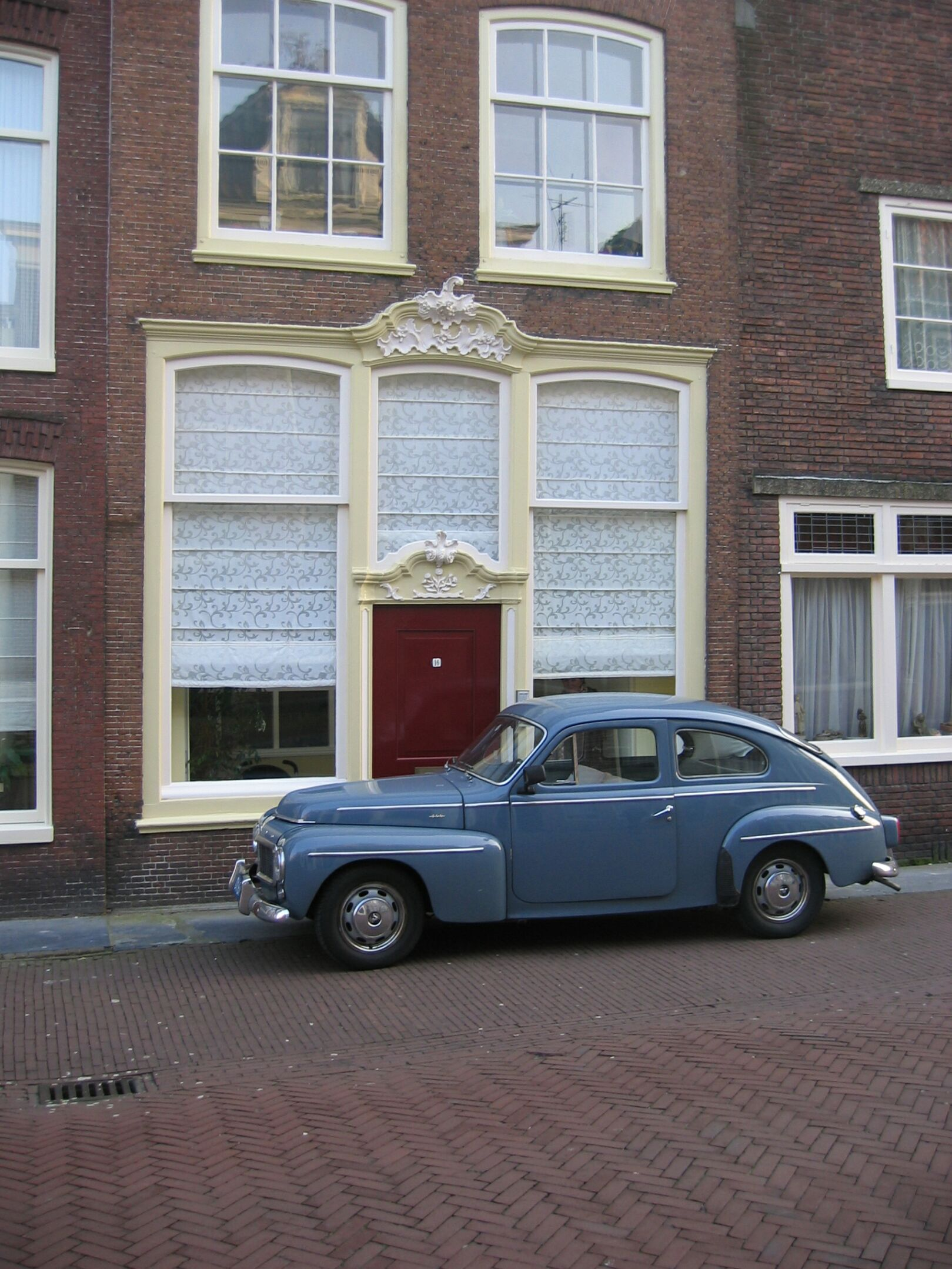
Volvo PV 544
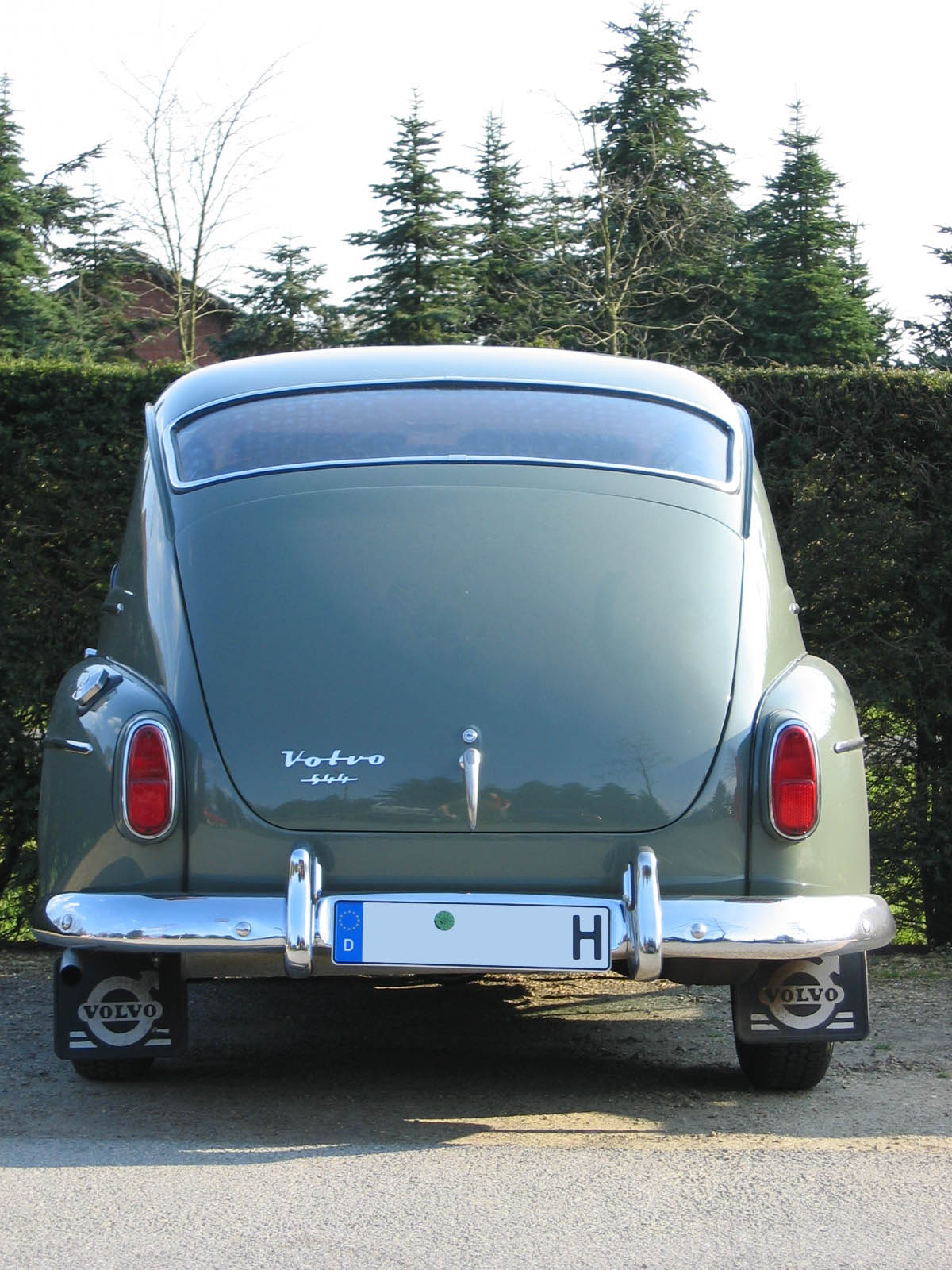
Volvo PV 544
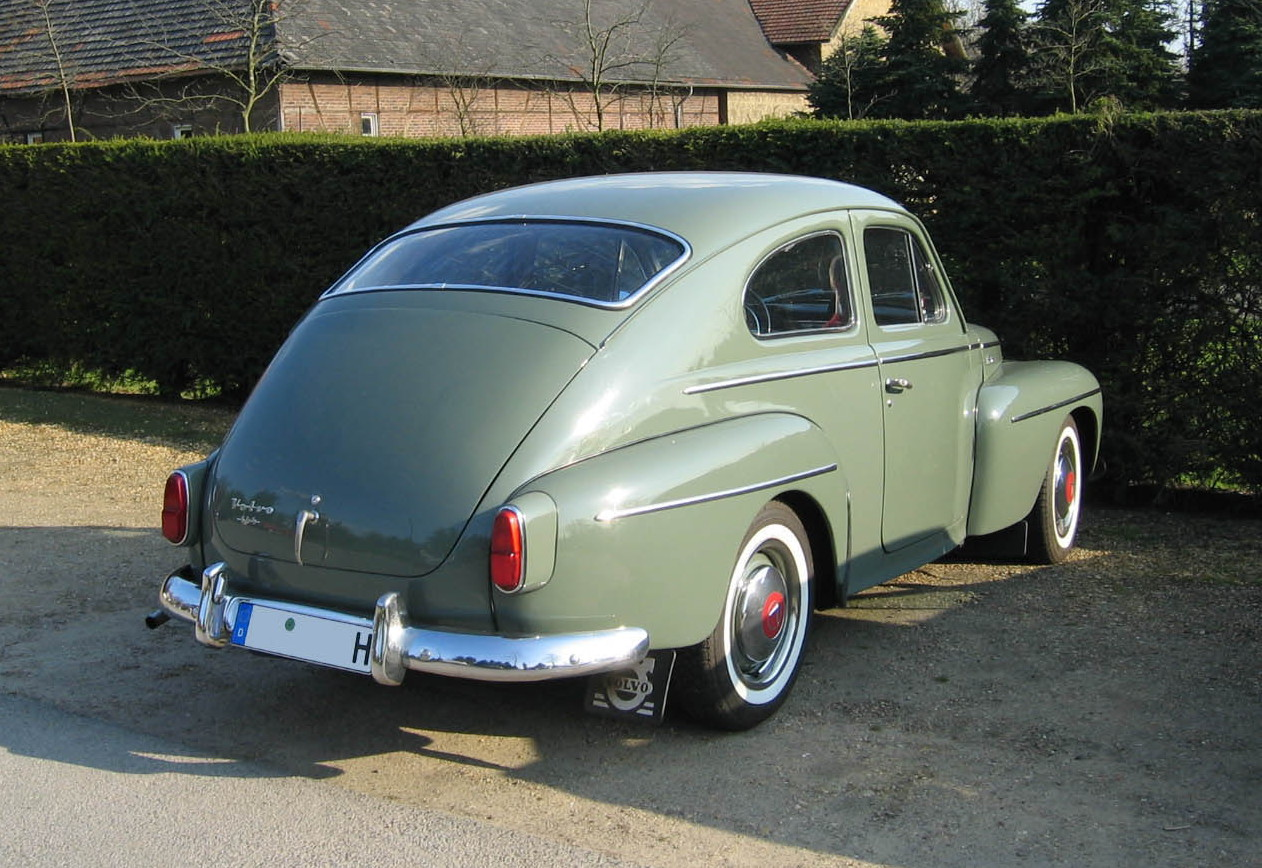
Volvo PV 544
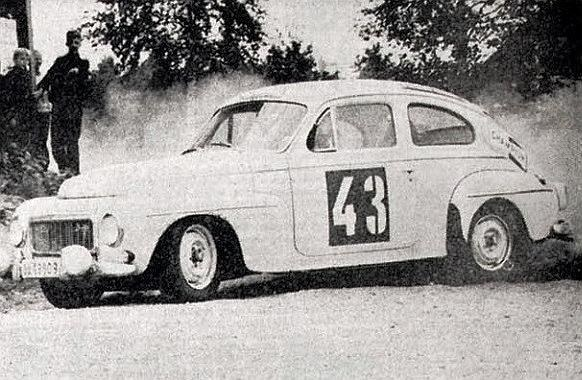
Tom Trana auf einem Volvo PV 544 bei der 1000-Seen-Rallye 1963
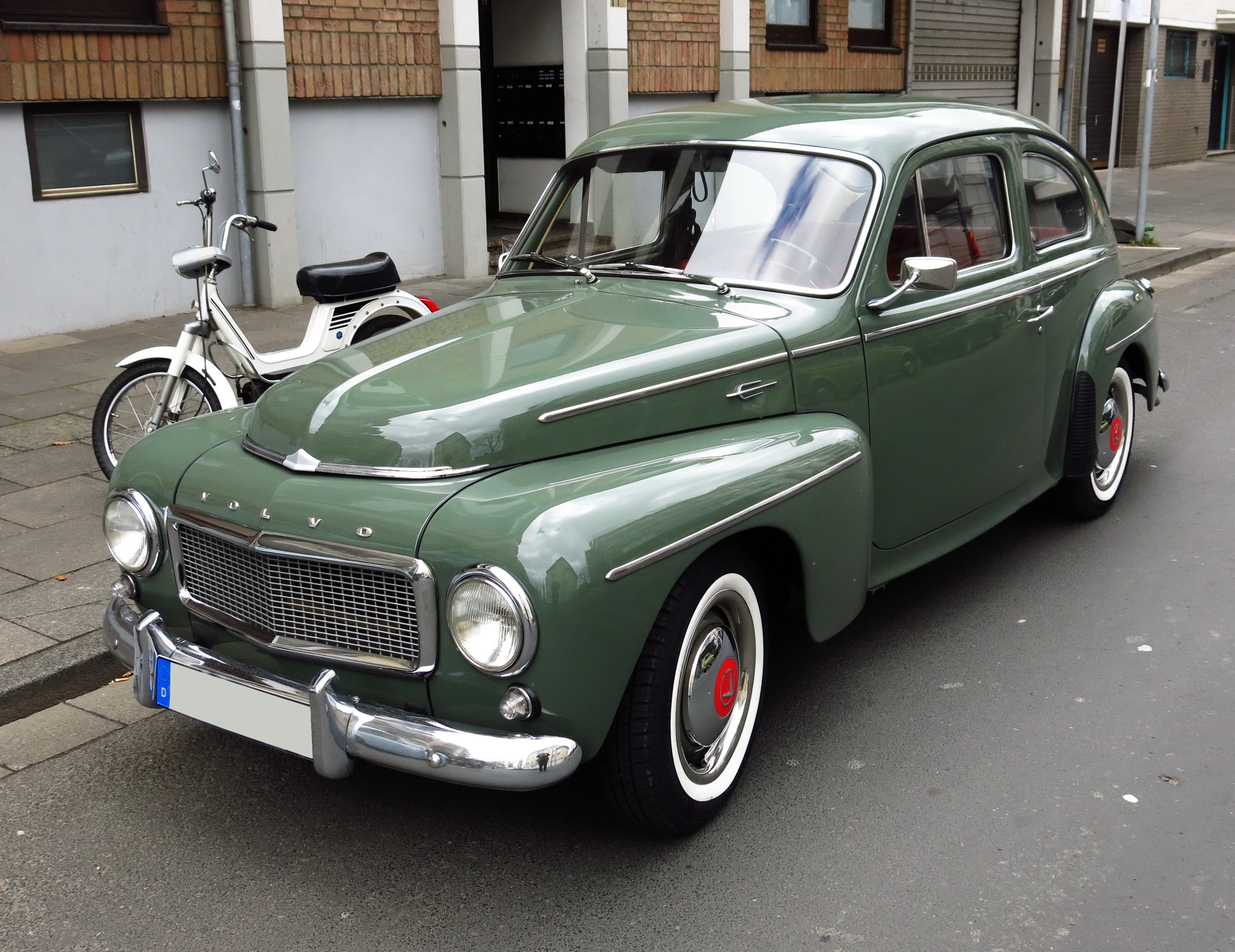
Volvo PV 544
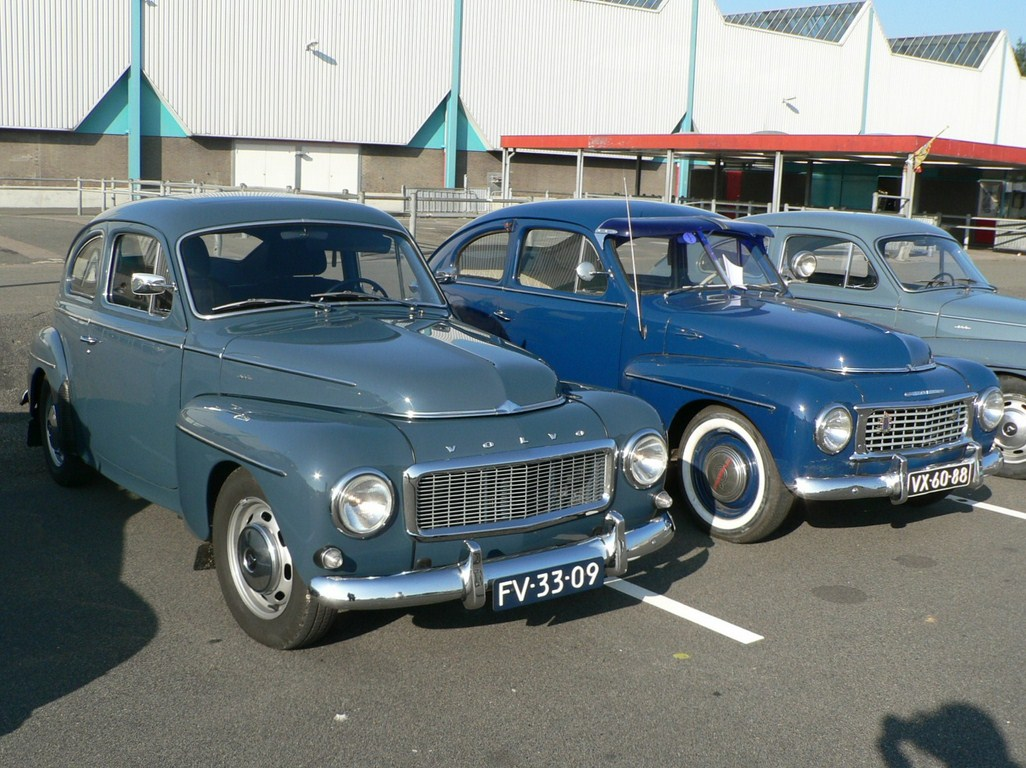
Volvo PV 544